# Micrixalus thampii
Micrixalus thampii är en groddjursart som beskrevs av Pillai 1981. Micrixalus thampii ingår i släktet Micrixalus och familjen Micrixalidae. IUCN kategoriserar arten globalt som otillräckligt studerad. Inga underarter finns listade i Catalogue of Life.